# Jack the Kisser
Jack the Kisser è un cortometraggio muto del 1907 diretto da Edwin S. Porter.

## Produzione
Il film fu prodotto dalla Edison Manufacturing Company.

## Distribuzione
Distribuito dalla Edison Manufacturing Company, il film - un cortometraggio - uscì nelle sale cinematografiche USA il 19 ottobre 1907.
Non si conoscono copie ancora esistenti della pellicola che viene considerata presumibilmente perduta.